# 生粋
| ウィキペディアには「生粋」という見出しの百科事典記事はありません（タイトルに「生粋」を含むページの一覧/「生粋」で始まるページの一覧）。 代わりにウィクショナリーのページ「生粋」が役に立つかもしれません。 |